# Енапаевское сельское поселение
Енапаевское се́льское поселе́ние — муниципальное образование (сельское поселение) в Октябрьском районе Пермского края Российской Федерации.
Административный центр — село Енапаево.

## История
Статус и границы сельского поселения установлены Законом Пермской области, от 9 декабря 2004 года, № 1886-411 «Об утверждении границ и о наделении статусом муниципальных образований Октябрьского района Пермского края»

## Население
| 2010 | 2012  | 2013  | 2014  | 2015  | 2016  | 2017 |
| ---- | ----- | ----- | ----- | ----- | ----- | ---- |
| 1158 | ↘1110 | ↘1085 | ↘1076 | ↘1029 | ↘1018 | ↘989 |
| 2018 | 2019  |       |       |       |       |      |
| ↘954 | ↘951  |       |       |       |       |      |

## Состав сельского поселения
| №  | Населённый пункт | Тип населённого пункта       | Население |
| -- | ---------------- | ---------------------------- | --------- |
| 1  | Будкеево         | деревня                      | 8         |
| 2  | Егашка           | деревня                      | 3         |
| 3  | Кошкина          | деревня                      | 57        |
| 4  | Криулино         | деревня                      | 0         |
| 5  | Мостовая         | село                         | 92        |
| 6  | Редькино         | деревня                      | 203       |
| 7  | Сосновка         | деревня                      | 10        |
| 8  | Усть-Каменка     | деревня                      | 24        |
| 9  | Уяс              | деревня                      | 1         |
| 10 | Енапаево         | село, административный центр | 760       |